# Colihaut River
Der Colihaut River ist ein Fluss an der Westküste von Dominica. Es verläuft im Zentrum des Parish Saint Peter und mündet im gleichnamigen Dorf Colihaut ins Karibische Meer.

## Geographie
Der Haupt-Quellfluss des Colihaut entspringt im Gebiet von Trou Cochon (dt. Schweineschlucht) in den nordwestlichen Ausläufern des Berges Morne Les Resources (⊙) in ca. 650 m Höhe über dem Meer. Er verläuft in südwestlicher Richtung und erhält unterwegs weitere Zuflüsse von links und Osten. Namhafte Zuflüsse sind die Ravine Bido und die Ravine Lamothe, die an die Einzugsgebiete von Ravine Bouleau und Ravine Gabriel im Süden angrenzen. Im Quellgebiet liegen die Quellen von Bioche River, Fond pie River und Dublanc River in wenigen hundert Metern Entfernung, allerdings jeweils in ihren eigenen Schluchten.
Im Unterlauf verläuft nördlich die Ravine Anse a Liane teilweise parallel. Im Mündungsgebiet des Ravine Lamothe gibt es einen Steinbruch (⊙), dann tritt der Fluss ins Ortsgebiet von Colihaut ein und mündet am südlichen Ortsrand ins Meer.
Südlich verläuft auch die kurze Ravine Anse Cola.